# 土倉冨士雄
土倉 冨士雄（どくら ふじお、1908年（明治41年）11月1日 - 1983年（昭和58年）7月31日）は、日本の実業家。カルピス食品工業元社長・会長。

## 来歴・人物
1908年11月1日、奈良県に生まれる。父は日本統治下の台湾で林業・電力事業等に足跡を残した土倉龍治郎（カーネーションの父とも称される）。
祖父は明治期の林業家で、自由民権運動や大学設立等の教育他、幅広い分野に大きな影響を与えた土倉庄三郎。
成城高等学校を経て（級友に大岡昇平など）、1932年、京都帝国大学経済学部卒業。
1956年、招聘を受けカルピス食品工業入社、調査部長（東亞合成化学工業退社）。1957年、取締役経理部長。1959年、常務。1967年、副社長。1970年、社長。1975年、会長。1981年、相談役。 墓所は多磨霊園。

## エピソード
- 土倉は1967年副社長に就任した当時から、創業者型経営者の後を継ぎ、単品経営からの脱却をめざして企業体質の改善、新しい息吹の導入に着手した。生産体制の合理化では1968年に岡山県総社市、1972年に群馬県館林市に新鋭工場を次々と建設するなどした。また、総合研究施設の建設も行った。結果として業容は安定・向上し、1973年には、ダイヤモンド社の一部上場企業経営考課ランキングにおいて第2位となった（3位までが満点で、1位は大正製薬（社長上原昭二）、3位はソニー（社長盛田昭夫））[3]。
- 同社の宣伝広告に対する評価はそれまでも高いものがあったが、土倉は当時めずらしかった外国人タレント（オズモンド・ブラザーズ、ジャネット・リン他）を積極的に起用、大好評を博し、商品はもとより企業イメージの構築に大きく貢献した。
- 土倉の信条は｢企業でも政治でもあるいは文化活動でも、すべて倫理に根ざした心の豊かさということに立脚していなければならない｣ということにあり、経営活動にはそのことがあらゆる場面に反映されていた[4]。
- ムーミン・アルプスの少女ハイジ他カルピスがスポンサーであったフジテレビ系列のカルピスこども劇場シリーズには、土倉自ら積極的に関わりフランダースの犬では全話の脚本をチェックしただけではなく、最終回のシーンでは自ら具体的な演出や使用音楽の指示を出す[5]などしていた。

## 親族
- 次男　土倉英資（カルピス食品工業元役員）
- 弟　　土倉正雄（木村化工機元社長）
- 伯父　原六郎（第百国立銀行・横浜正金銀行頭取、富士製紙他社長、東武鉄道・帝国ホテル他役員）
- 叔父　内田康哉（外交官、明治・大正・昭和の外務大臣、南満州鉄道総裁、従一位勲一等 伯爵）
- 叔父　佐伯理一郎（同志社病院院長、京都看病婦学校校長）
- 叔父　川本恂蔵（同志社病院副院長）
- 叔父　青木鉄太郎（高砂商工銀行頭取、日本興業銀行理事）
- 従兄　原邦造（愛国生命保険・明治製粉社長、室町物産会長、帝都高速度交通営団総裁、日本航空会長、日銀政策委員等）
- 従弟 　内田寛治・伯爵（妻は貴族院議員・中御門経恭・侯爵の二女 溢子）

## 脚註
1. ↑  『ダイヤモンド社長年鑑』ダイヤモンド社 1974年
2. ↑  “土倉冨士雄”. www6.plala.or.jp. 2024年12月6日閲覧。
3. ↑  『週刊ダイヤモンド 』1973年 特大号
4. ↑  『カルピスの戦略』大谷進著 読売新聞社 1974年2月
5. ↑  これは土倉自身が敬虔なクリスチャンであることから「死は終わりではなく天国への凱旋だ」という考えを持っていたためである（詳細はこちらを参照）。